# Campeonato Mundial de Taekwondo de 1973
El I Campeonato Mundial de Taekwondo se realizó en Seúl (Corea del Sur) entre el 25 y el 27 de mayo de 1973 bajo la organización de la Federación Mundial de Taekwondo (WTF) y la Asociación Surcoreana de Taekwondo.
En el evento tomaron parte 200 atletas de 19 delegaciones nacionales.

## Medallistas

### Masculino
| Evento | Oro                         | Plata                      | Bronce                                                   |
| ------ | --------------------------- | -------------------------- | -------------------------------------------------------- |
| –64 kg | Lee Ki-Hyeong Corea del Sur | Armando Chavero RFA        | Joe Hayes Estados Unidos Georg Karrenberg RFA            |
| +64 kg | Kim Jeong-Tae Corea del Sur | Mike Warren Estados Unidos | Albert Cheeks Estados Unidos Raymond Sell Estados Unidos |

## Medallero
| Núm. | País           | Oro | Plata | Bronce | Total |
| ---- | -------------- | --- | ----- | ------ | ----- |
| 1    | Corea del Sur  | 2   | 0     | 0      | 2     |
| 2    | Estados Unidos | 0   | 1     | 3      | 4     |
| 3    | RFA            | 0   | 1     | 1      | 2     |
|      | TOTAL          | 2   | 2     | 4      | 8     |